# フランシスコ・ダス・シャガス・ソアレス・ドス・サントス
チキーニョ（Tiquinho）あるいはフランシスコ・ソアレス（Francisco Soares）ことフランシスコ・ダス・シャガス・ソアレス・ドス・サントス（ポルトガル語: Francisco das Chagas Soares dos Santos、1991年1月17日 - ）は、ブラジルとポルトガルのサッカー選手。ボタフォゴFR所属。ポジションはFW。

## クラブ歴
パライバ州ソウザに生まれ、リオグランデ・ド・ノルテ州ナタールで育った。2009年にアメリカ-RNに移籍。2010年8月15日にカンピオナート・ブラジレイロ・セリエBでソウザに代わって出場しプロデビュー。その後は下部リーグのクラブを転々とした。
2015年1月27日にポルトガル・プリメイラ・リーガのCDナシオナルに期限付き移籍で加入。2月21日にルーカス・ジョアンに代わって途中出場しポルトガル初出場。2015年4月20日にマデイラ・ダービーでポルトガル初得点。
2016年5月25日に完全移籍でヴィトーリアSCに加入。8月14日にスターティングメンバーに名を連ねて移籍後初出場。その12日後にペナルティキックで移籍後初得点を記録。11月4日には古巣のナシオナルから2得点を奪い2-1の勝利を齎した。
2017年1月23日に4年半契約でFCポルトに加入、移籍金は560万ユーロで、違約金は4000万ユーロの設定となった。2月4日にスターティングイレブンとなり移籍後初出場、2得点のデビューとなった。22日にはUEFAチャンピオンズリーグ 2016-17 決勝トーナメントでUEFAチャンピオンズリーグデビューをしたが、0-2の完封負けを喫した。
2020年9月、天津泰達足球倶楽部に移籍した。契約期間は3年3か月。
2021年5月31日、オリンピアコスFCと3年契約を結んだ。

## タイトル
FCポルト
- スーペルタッサ・カンディド・デ・オリベイラ：2018
- プリメイラ・リーガ：2017-18, 2019-20
- タッサ・デ・ポルトガル：2019-20